# Minosse (dialogo)
Il Minosse (in greco Μίνως) è un breve dialogo inserito da Trasillo nella IX tetralogia di Platone, la cui autenticità è però controversa e solitamente negata dagli studiosi moderni. In particolare, la somiglianza stilistica con l’Ipparco farebbe pensare che i due dialoghi siano stati scritti da uno stesso autore, diverso da Platone, attorno al 350 a.C.

## Contenuto
L’incipit del dialogo è diretto, e vede Socrate domandare subito al suo anonimo amico che cosa sia la legge. L'amico risponde inizialmente che la legge è «ciò che è stato stabilito» (313a) in quanto «atto deliberativo dello Stato» (314c). Socrate però osserva che le deliberazioni possono essere buone o cattive, mentre per quanto riguarda la legge, essa stabilisce cosa è giusto e non può quindi essere cattiva; d'altra parte, la legge sembra essere un'opinione – ma se è un'opinione, non può essere che opinione vera. La legge è dunque «scoperta della realtà» (315a-b). 
L'amico a questo punto obietta che nei diversi popoli esistono leggi differenti e tra di loro contraddittorie: com'è possibile ciò, se la legge è scoperta della verità? Semplicemente, risponde Socrate, la legge è tale se è opera di un buon legislatore, che possiede la competenza necessaria. Esempi di buoni legislatori sono Minosse e Radamanto, che hanno appreso la giustizia direttamente da Zeus (318e-320d).